# Лидов, Михаил Львович
Михаи́л Льво́вич Ли́дов  (4 октября 1926, Черкассы, Черкасский округ — 30 декабря 1993, Москва) — советский и российский учёный в области прикладной небесной механики, известен результатами в области устойчивости орбит в присутствии третьего тела и баллистическими расчётами для осуществления мягкой посадки на Луну.

## Биография
М. Л. Лидов родился 4 октября 1926 года в Черкассах Киевской губернии. Отец — Лев Иосифович Лидов (настоящая фамилия Котнер, 1898—1984), мать — Генриэта (Геня) Исааковна Пеpельман (1902, Александровск — ?), бухгалтер. В 1933 году семья переехала в Москву. У Лидова были трудными детство и юность. Его отец был репрессирован в 1936 году (осужден по 58-й статье) и в 1941 годах, провёл 19 лет в лагерях и ссылках и вернулся домой только после реабилитации 1955 году.
Михаил окончил школу-десятилетку. С декабря 1942 года по май 1944 года работал во МХАТе имени М. Горького бутафором.
В 1944 году был призван в ряды вооружённых сил и служил в действующей армии с 1944 года, мастер авиавооружения 244-го авиаполка. Продолжал службу в Советской Армии до 1951 года.
В 1949 году поступил на заочное отделение механико-математического факультета МГУ им. М. В. Ломоносова. После демобилизации перешёл на очное отделение (сразу на 3-й курс) и окончил его с отличием в 1954 году. Ученик Л. И. Седова. Однокурсниками были В. В. Белецкий, А. А. Боровков, А. Г. Витушкин, А. А. Гончар, Е. А. Девянин, У. А. Джолдасбеков, А. П. Ершов, А. М. Ильин, И. А. Кийко, В. Д. Клюшников, В. В. Лунёв, Р. А. Минлос, И. В. Новожилов, Н. А. Парусников, Г. С. Росляков, С. А. Шестериков.
Во время учёбы на 5-м курсе был «разоблачён» однокурсниками, как сын врага народа, не избран в руководящие комсомольские органы, а после окончания университета имел трудности с поступлением на работу. Благодаря помощи Седова с 1955 года Лидов работал в Астрономическом Совете АН СССР, а затем с 1957 года в Институте прикладной математики Академии Наук, в отделе № 5, которым руководил Д. Е. Охоцимский. В 1964 году Лидову была присуждена степень доктора физико-математических наук без предварительной защиты кандидатской диссертации. В 1966—1976 гг. работал по совместительству профессором кафедры теоретической механики механико-математического факультета МГУ, а в 1982—1991 гг. преподавал по совместительству в МИРЭА. Лекции Лидова по теоретической механике, которые он читал на механико-математическом факультете МГУ, были подготовлены к печати и изданы его учениками в 2001 году. Лидов многократно выдвигался в члены-корреспонденты АН СССР и один раз (в 1992 году) в академики РАН.
В 1953 году Лидов женился на Диане Георгиевне Седых. В 1959 году родился сын Алексей, историк искусства и византолог. В 1963 году Лидов развёлся и впоследствии женился вторично на Елене Николаевне Хасиной.

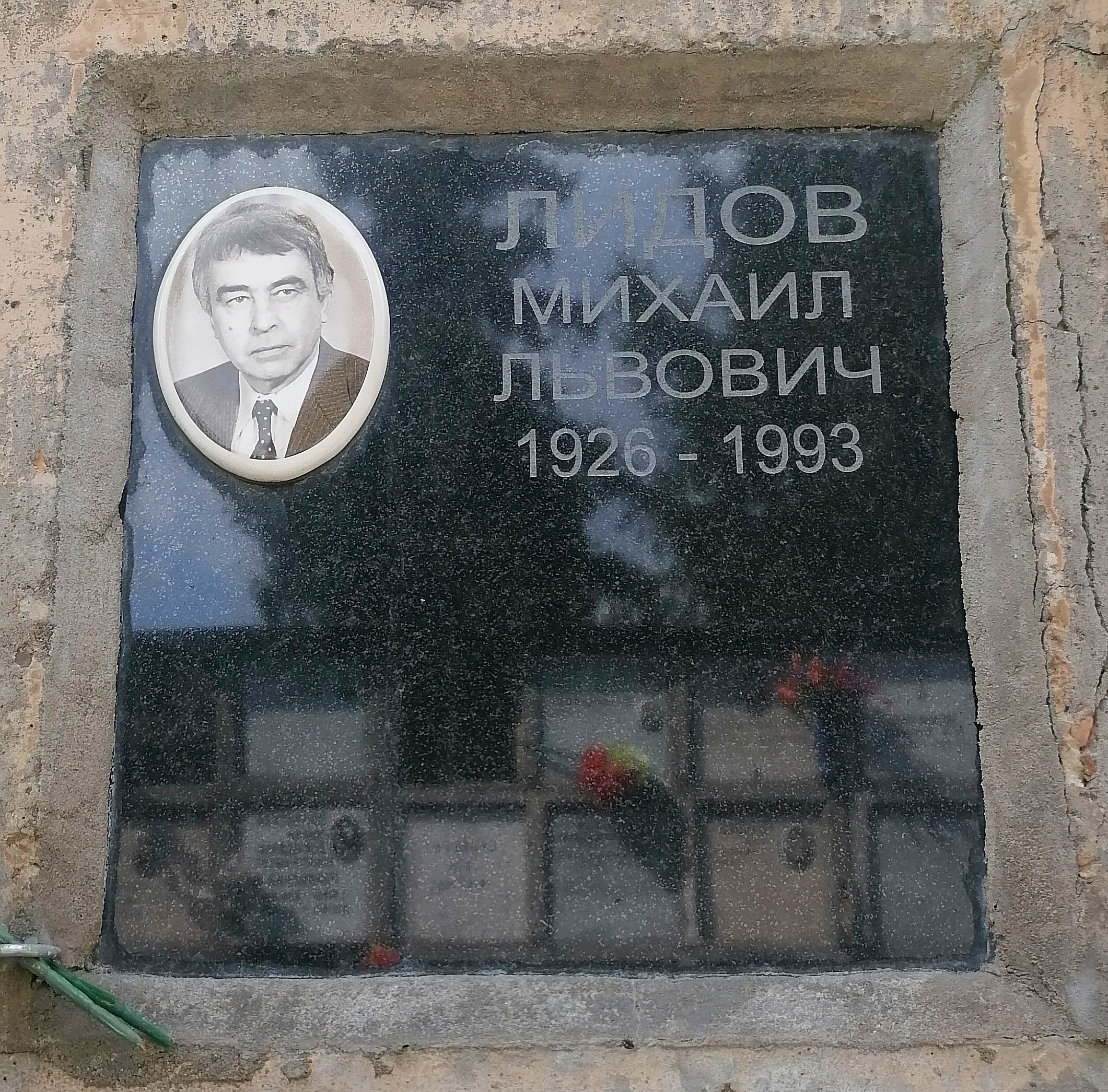
Колумбарий Донского кладбища

Скоропостижно скончался от сердечного приступа в 1993 году в возрасте 67 лет. Похоронен на Новом Донском кладбище (колумбарий № 22, секция № 25).

## Научная деятельность
Научную деятельность Лидов начал в 1954 году ещё студентом МГУ под руководством академика Л. И. Седова. Тогда он решил газодинамическую задачу, имеющую прямое отношение к обтеканию спутника в атмосфере. Во время работы в Астросовете он продолжил эту работу, что позволило получить полную картину температурного режима ИСЗ. Лидов появился в «команде Келдыша» (так называли отдел № 5 ИПМ) относительно поздно, но сразу заявил о себе своим оригинальным научным талантом и продуктивностью. Его первая работа была посвящена созданию модели верхней атмосферы по данным о снижении орбиты первого спутника. Эта пионерская работа получила признание специалистов: Лидов обнаружил суточные вариации плотности атмосферы, о которых тогда не было известно. В дальнейшем Лидов активно включился в работы по баллистическому обеспечению космических полётов в составе Баллистического Центра ИПМ, которым руководил Э. Л. Аким. Он участвовал в расчетах, связанных с осуществлением всех основных этапов лунной программы: фотографированием обратной стороны Луны (Луна-3), первой мягкой посадкой (Луна-9), доставкой образцов лунного грунта (Луна-16).
Лидов много занимался исследованием эволюции орбит искусственных и естественных небесных тел под влиянием гравитационных и других возмущений. Созданные им методы позволили, с одной стороны, достаточно точно предсказывать эволюцию параметров орбит ИСЗ, а с другой — получить качественные выводы о поведении спутниковых орбит различных классов на основе приближения, имеющего аналитическое решение. Лидов показал, что для одного класса орбит существует особенность, в окрестности которой происходит либрационное изменение аргумента перицентра. Это явление получило название резонанс Лидова—Козаи. В другом частном случае, когда орбита спутника ортогональна плоскости орбиты возмущающего тела, эволюция орбиты в конечном счете приводит к её превращению в прямолинейный отрезок и к падению спутника на поверхность планеты. Этот результат называется теоремой Лидова. Результаты Лидова помогают понять, почему орбиты почти всех естественных спутников планет лежат в плоскости эклиптики. Исключение составляют спутники Урана, орбита которых почти перпендикулярна эклиптике. Лидов показал, что спутники Урана являются исключением в связи со значительной нецентральностью гравитационного поля этой планеты и её удаленностью от Солнца. Резонанс Лидова-Козаи используется для исследования внешних планет солнечной системы и других планетных систем.
М. Лидову и его ученикам принадлежит большой цикл работ по созданию численно-аналитических методов расчёта орбит, которые использовались при проектировании орбит спутников «Электрон», «Прогноз», «Молния», «Горизонт», «Радуга», «Экран». Математические модели, используемые в этих высокоточных и быстродействующих методах, учитывали весьма полную совокупность факторов: лунно-солнечные возмущения, нецентральность геопотенциала, влияние атмосферы, а также световое давление с учётом экранирования спутников Землей.

## Личность и характер
Лидов был не только талантливым учёным, но и разносторонне одаренным незаурядным человеком, отличался сильным и независимым характером. По воспоминаниям коллег, он хорошо знал поэзию, живопись, сам писал стихи и легко становился душой любой компании. Он дружил с В. И. Арнольдом, они вместе ходили на байдарках по Подмосковью. Он был заядлым туристом-походником и часто проводил свой отпуск в походах высокой категории сложности.

## Ученые степени и звания
- Доктор физико-математических наук с 1964 года (степень доктора наук присуждена без защиты кандидатской диссертации)
- Профессор — 1969

## Награды, премии
- Медаль «За победу над Германией» — 1945
- Ленинская премия — 1960 (за баллистическое обеспечение полёта станции «Луна-3», получившей первые фото обратной стороны Луны).
- Юбилейная медаль «Двадцать лет Победы в Великой Отечественной войне» — 1965
- Орден Трудового Красного Знамени — 1970 за успешное участие в работах по лунной программе
- Орден Отечественной войны II степени — 1985, награждён как участник Великой Отечественной войны и в связи с 40-й годовщиной со дня Победы[17].
- Юбилейная медаль «Тридцать лет Победы в Великой Отечественной войне» — 1975
- Астероид 4236 наружной части основного пояса, открытый астрономом Н. С. Черных 23 марта 1979 г. был назван Lidov в его честь
- Юбилейная медаль «Сорок лет Победы в Великой Отечественной войне» — 1985

## Книги
- Курс лекций по теоретической механике  / М. Л. Лидов. — Москва: Физматлит, 2001. — 478 с. ISBN 5-9221-0074-2.